# Jugendstilsenteret
Jugendstilsenteret er del af Stiftelsen Kulturkvartalet i Ålesund. Jugendstilsenteret blev etableret med Thor W. Bjørlo som første leder, og blv officielt åbnet af dem norske dronning Sonja 6. juni 2003. Jugendstilsenteret er Møre og Romsdal Fylkes "Tusenårssted". Nils Anker overtog som direktør i 2008.

## Bygningen
Jugendstilsenteret er lokaliseret i det tidligere Svaneapoteket i Ålesund, lige ved Brosundet. Bygningen er tegnet af arkitekt Hagbarth Martin Schytte-Berg og opført mellem 1905-1907. Bygningen var det første jugendstilhus som blev fredet i Ålesund 1985 og indeholder i dag Ålesunds best bevarede jugendstil-interiører. Kontoret, apotekinteriøret, fungerer i dag som indgangparti for centeret. I 2004–2005 blev der bygget en ny bygning under bakken, sådan at Jugendstilsenteret blev knyttet sammen med Kunstmuseet KUBE som er lokaliseret i det tidligere Norges Bank-bygning i byen.

## Utstillinger
Jugendstilsenteret er et formidlingscenter og museum som både anvender moderne multimedieutstillinger og viser mere traditionelle genstandsudstillinger. I udstillingen Fra aske til jugendstil kan man tage en tidsmaskine tilbage til bybranden i Ålesund 1904 og gennem to multimedieprogrammer lære mere om brannen og genopbygningen af jugendstilbyen. Utstillingen Håndverk og arkitektur fortæller om gammelt håndværk og se forskellige arkitekturmodeller. Multimedieprogrammet Den nye kunsten forteller om jugendstilen i Norge og i Europa. I udstillingen Den vakre jugendstilen findes kunst og kunsthåndværk fra perioden.